# Миннесота
Миннесо́та (англ. Minnesota, американское произношение: [ˌmɪnᵻˈsoʊtə] (слушать)о файле) — штат на Среднем Западе США. В штате проживает 5 709 752 человек (2020, 22-е место в США), главным образом немецкого (37,3 %), норвежского (17,0 %), ирландского (12,2 %) и шведского (10,0 %) происхождения. Столицей штата является город Сент-Пол. Крупнейший город штата — Миннеаполис. Другие крупные города: Блумингтон, Дулут, Рочестер, Бруклин-Парк.

## Этимология
Название штата происходит от названия реки Миннесота. Название реки на языке дакота образовано либо от слова Mní sóta' (чистая кристальная вода), либо от Mnißota (мутная вода). Другая версия этимологии штата берёт своё название от языка индейцев сиу, которое переводится как «небесно-голубая вода».

## История

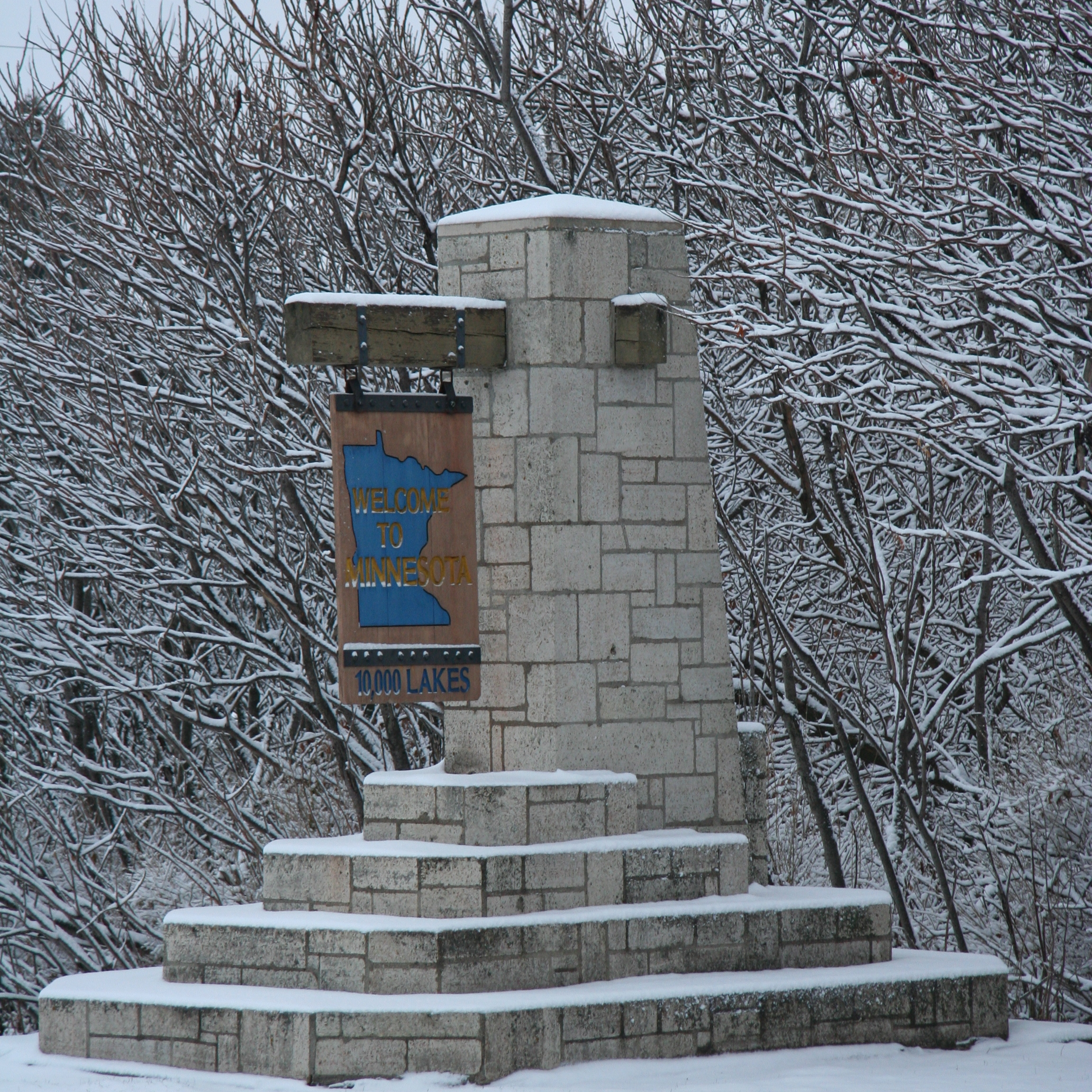
Пограничный знак при въезде в штат

До прихода европейцев на территории Миннесоты обитали индейские племена оджибве, сиу, шайенны и виннебаго.

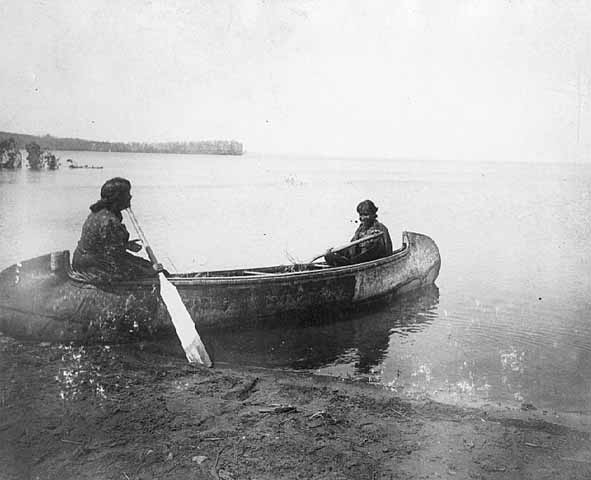
Женщины народа оджибве в каное на озере Лич

Согласно Кенсингтонскому руническому камню, первыми европейцами, ступившими на землю Миннесоты, стали прибывшие в XIV веке скандинавы. Однако подлинность камня оспаривается. В новое время первыми европейцами, исследовавшими территорию Миннесоты, стали французы, в частности, экспедиции Самуэля де Шамплена, Даниэля дю Люта, в честь которого назван город Дулут, и Робера де Ла Саля. В 1679 году дю Лют объявил провинцию частью Франции. В 1763 году после Семилетней войны территория была передана Великобритании в соответствии с Парижским договором.
Область нынешней Миннесоты восточнее Миссисипи стала частью США после Войны за независимость, другая область, на западе, перешла к США в результате Луизианской покупки 1803 года.
3 марта 1849 года из состава Айовы выделилась Территория Миннесота, в которую поначалу входила значительная часть современной Северной и Южной Дакоты. 11 мая 1858 года Миннесота была принята в Союз, став 32-м штатом страны. Конституция штата была принята в 1858 году.
Во время Гражданской войны боевые действия на территории Миннесоты не велись. Представители штата воевали в армии северян.
В 1862 году здесь произошло восстание индейцев санти-сиу.
В конце XIX — начале XX века в штате наблюдалось бурное экономическое развитие. В 1915 году в Дулуте были открыты сталелитейные предприятия корпорации U.S. Steel. Развивалось также морское пароходство благодаря навигации по реке Св. Лаврентия.

## Физико-географическая характеристика

### География

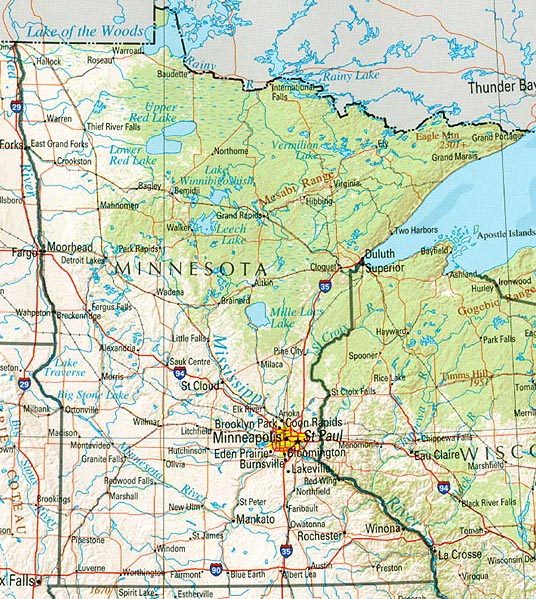
Карта штата

Площадь Миннесоты равна 225 181 км² (12-место среди других штатов), что составляет 2,25 % от территории США. На водную поверхность приходится 8,4 % территории штата.
На севере и северо-востоке Миннесота граничит с канадскими провинциями Манитоба и Онтарио, от которых штат местами отделен озёрами Лесное, Верхнее и др., а также реками Рейни-Ривер и Пиджен. На востоке Миннесота граничит с Висконсином, на юге — с Айовой, на западе — с Южной Дакотой и Северной Дакотой. Таким образом, Миннесота граничит с четырьмя штатами США и двумя канадскими провинциями.
| Примыкающие административные единицы               | Примыкающие административные единицы        | Примыкающие административные единицы       |
| -------------------------------------------------- | ------------------------------------------- | ------------------------------------------ |
| Северо-запад: канадские провинции Онтарио Манитоба | Север: канадские провинции Онтарио Манитоба | Северо-восток: канадская провинция Онтарио |
| Запад: Северная Дакота Южная Дакота                |                                             | Восток: Висконсин                          |
| Юго-запад Южная Дакота                             | Юг: Айова                                   | Юго-восток Висконсин                       |

Миннесота является самым северным штатом США после Аляски.
Формально северные границы штатов Вашингтон, Айдахо, Монтана, Северная Дакота и Миннесота проходят по 49 параллели, образуя ровную линию американо-канадской границы. Однако именно в Миннесоте имеется так называемый Северо-Западный Угол — маленький участок границы, заходящий севернее этой линии примерно на 43 километра. Он-то и делает Миннесоту самым северным из «континентальных» штатов.
Центральная и южная части Миннесоты лежат на плоской равнине. Около трети территории покрыто лесами. На северо-западе и западе расположились прерии. На территории Миннесоты находится 11 842 озера, образованных тающим ледником, что нашло отражение в одном из официальных прозвищ штата. Из-за обилия озёр Миннесота имеет более протяжённую береговую линию, чем Калифорния, Флорида и Гавайи вместе взятые.
Самые крупные озёра — Верхнее, Вудс, Рейни, Лоуэр-Рэд. По территории штата протекает 6 546 природных рек и ручьёв. Крупные реки: Миссисипи, Миннесота, Ред-Ривер.
Самой высокой точкой штата является гора Игл-Маунтин (701 м).

### Геология
Северная часть Миннесоты расположена на кристаллическом Лаврентийском щите, с выходами которого связаны скалистые гряды и глубокие озёра (всего около 15 тыс. озёр).

### Климат

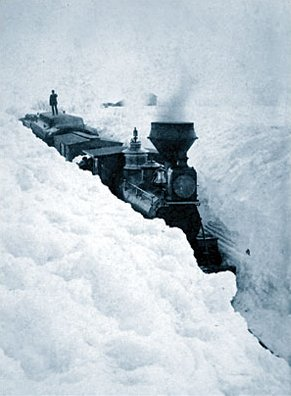
Снежные заносы в Южной Миннесоте (1881 год)

Климат штата Миннесота — влажный умеренный континентальный. Разброс между отмеченным за историю наблюдения температурными максимумом и минимумом составляет 97 °C, от −51 °C (отмечен 2 февраля 1996 года) до 46 °C (отмечены 29 июля 1917 года и 6 июля 1936 года). В Миннесоте расположено, как считается, самое холодное место в континентальной части США — «холодильник нации», город Интернашенал-Фолс.
Среднегодовое количество осадков колеблется от 48 до 89 см. Засухи происходят каждые 10—50 лет.
| Место             | Январь, °C (минимум — максимум) | Июль, °C (минимум — максимум) |
| ----------------- | ------------------------------- | ----------------------------- |
| Миннеаполис       | −13…−4                          | 18…28                         |
| Сент-Пол          | −14…−5                          | 17…28                         |
| Рочестер          | −16…−5                          | 17…28                         |
| Дулут             | −17…−7                          | 13…24                         |
| Сент-Клауд        | −18…−7                          | 14…27                         |
| Альберт Ли        | −15…−5                          | 17…29                         |
| Интернашенал-Фолс | −21…−9                          | 11…25                         |

### Флора и фауна

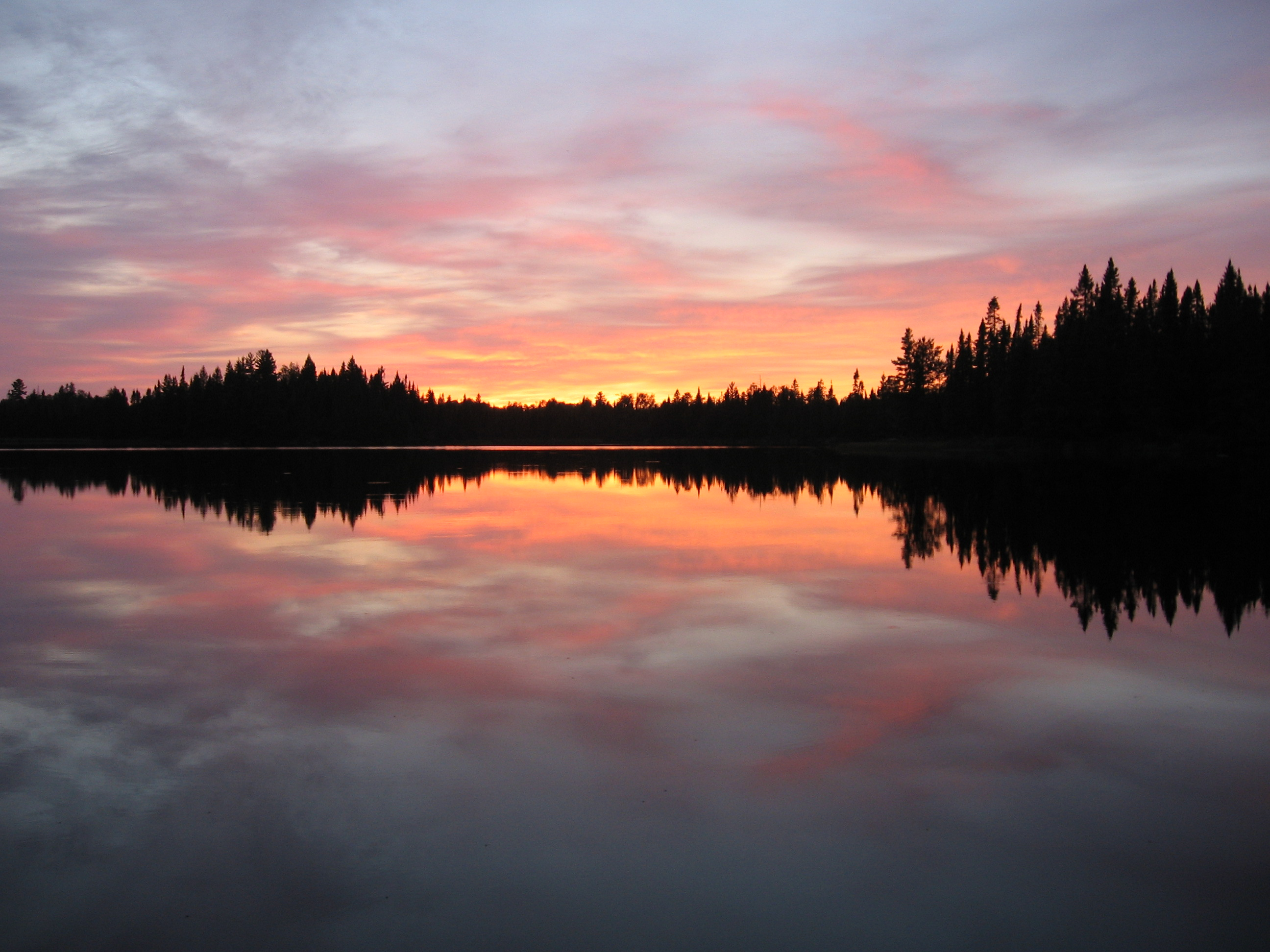
Озеро Пос

На территории штата сходятся три биома: Великие равнины на западе, лиственные леса на востоке и тайга на севере.

### Охраняемые территории
Первый парк штата Миннесота, Государственный Парк Айтаска, был создан в 1891 году, и является источником реки Миссисипи. Сегодня в Миннесоте находятся 72 государственных парка и зон отдыха, 58 государственных лесов площадью около четырёх миллионов акров (16 000 км²), а также многочисленные государственные заказники. Все эти объекты находятся в ведении Департамента природных ресурсов Миннесоты.

## Население

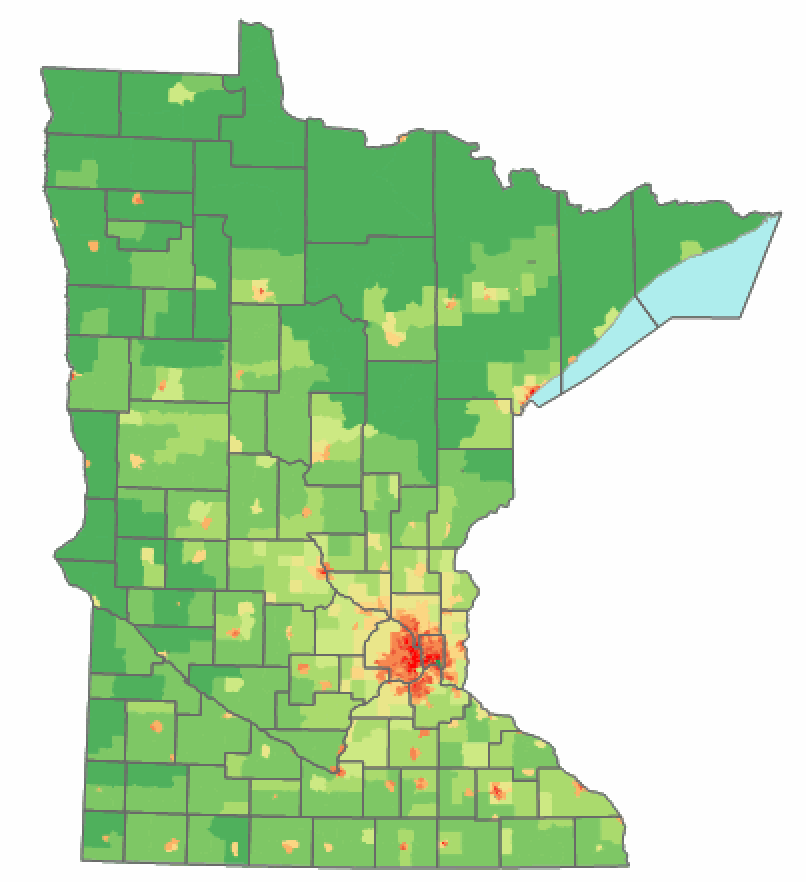
Распределение населения

С 6 100 человек в 1850 году население штата Миннесота возросло до 1,7 млн человек в 1900 году. В XX веке каждое десятилетие население штата увеличивалось на 15 %. В последние десятилетия темп роста упал до 11 %. По состоянию на 1 июля 2008 года численность населения Миннесоты составляла 5 220 393 человек. В Миннесоте растёт численность национальных меньшинств, но в штате их всё равно меньше, чем в среднем по США. 

Половозрастная пирамида населения штата Миннесота

 
 

### Национальный состав
- Немцы — 37,9 %
- Норвежцы — 16,8 %
- Ирландцы — 11,8 %
- Шведы — 9,5 %
- Англичане — 6,3 %
- Поляки — 5,1 %
- Французы — 4,2 %

По данным переписи населения в штате проживает примерно по 100 тыс.чел. итальянцев, чехов, датчан, финнов и голландцев.

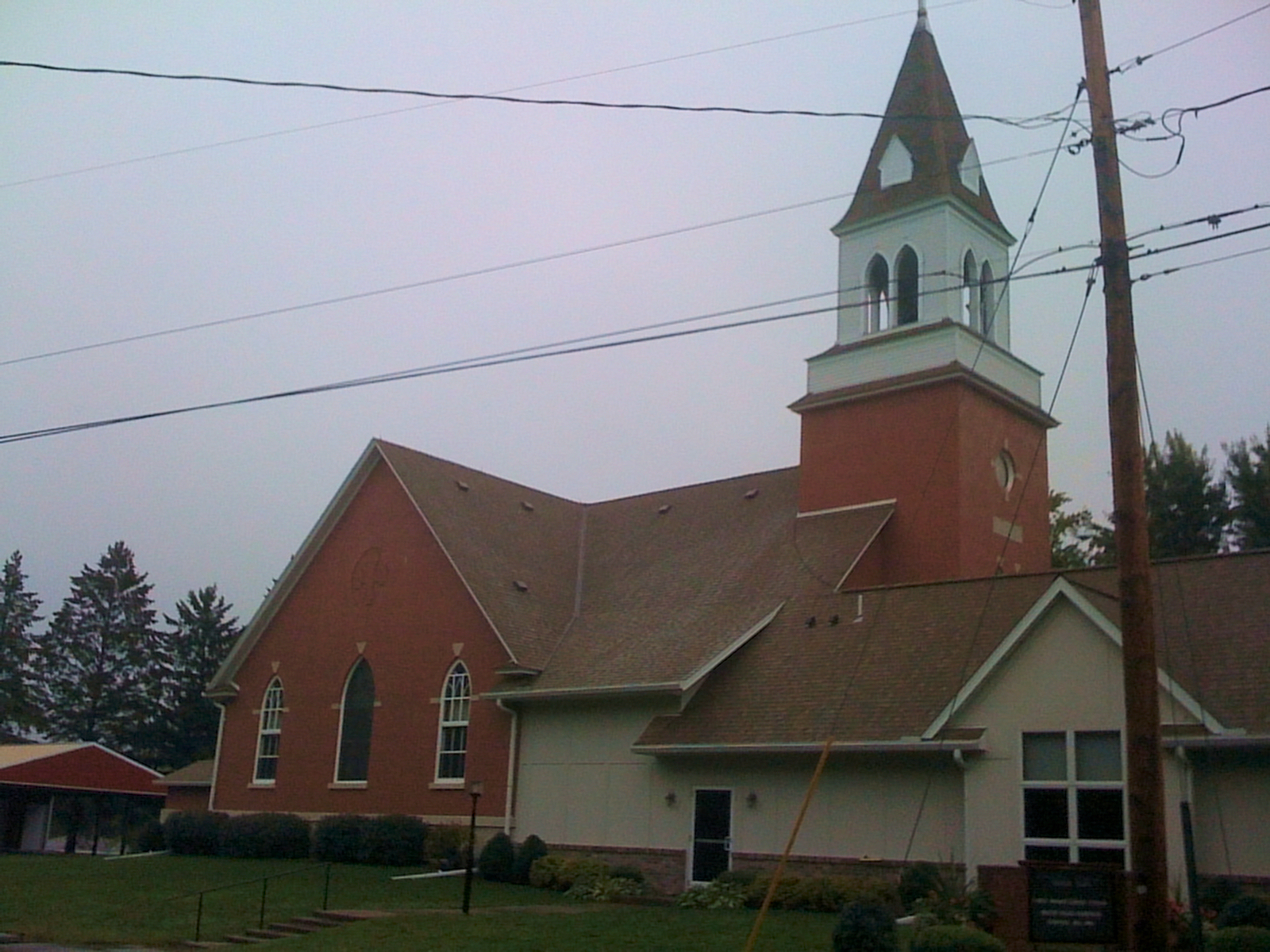
Лютеранская церковь в Аскове.

### Расовый состав
- Европеоиды — 88 %
- Афроамериканцы — 4,4 %
- Латиноамериканцы — 4 %
- Азиаты — 3,5 %
- Американские индейцы — 1 %

### Религиозный состав
- Протестантизм — 32 %
- Католицизм — 28 %
- Евангелизм — 21 %
- Иудаизм — 1 %
- Другие религии — 5 %
- Атеизм — 13 %

## Экономика

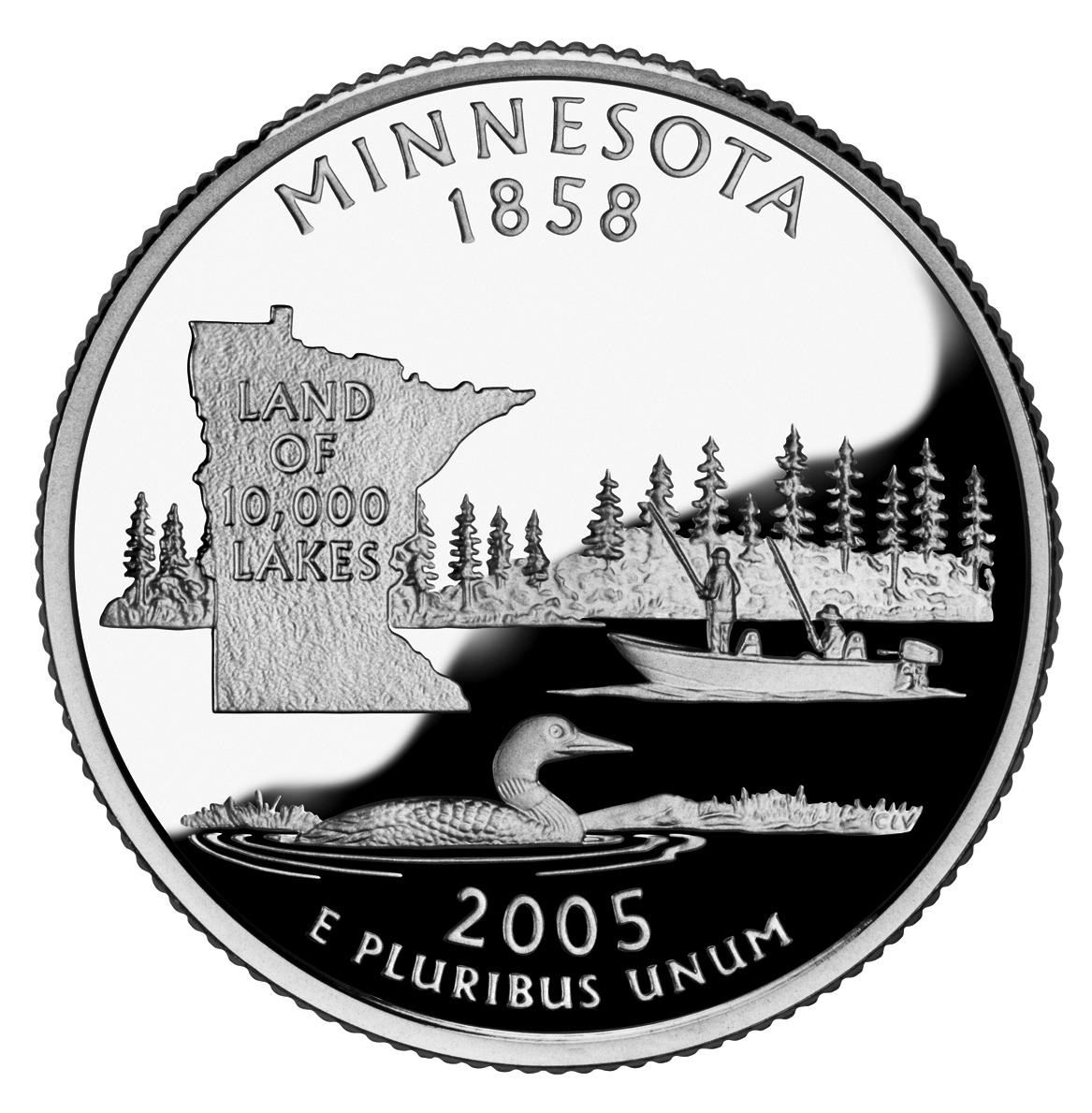
Монета штата из серии двадцатипятицентовиков пятидесяти штатов

По данным Бюро экономического анализа, ВВП штата в 2015 г. составил $328 млрд. Минимальная заработная плата в Миннесоте составляет 9 долларов в час и является максимальной в штатах Среднего Запада. Самый низкий показатель бедности в США — в Миннесоте. Уровень безработицы на январь 2017 года равнялся 3,7 %.
Миннесота является индустриальным штатом. В городах-близнецах (Миннеаполис и Сент-Пол) расположены центральные офисы многих крупных корпораций, включая 3M. Железорудный район Месаби обеспечивает более половины добычи железной руды США. Открытие глубоководного пути Св. Лаврентия сделало Дулут международным морским портом. Ведётся добыча песка, гравия, камня. В XX веке получили развитие такие отрасли, как машиностроение, полиграфия, пищевая промышленность и деревообработка, а в последние десятилетия — производство компьютерной техники. В Миннесоте базируется крупнейшее в США объединение сельскохозяйственных кооперативов CHS Inc.
Хорошо развито в Миннесоте и сельское хозяйство, хотя фермеры составляют лишь порядка 2 % населения. Основные сельскохозяйственные культуры — соя, кукуруза, сеяные травы, пшеница. Есть также молочное животноводство.
В Миннесоте действует прогрессивный налог на прибыль: 5,35 %, 7,05 %, 7,85 % и 9,85 %. В 2008 году жители штата отдали 10,2 процента в качестве налога (в среднем США — 9,7 %). Государственный налог с продаж в штате Миннесота составляет 6,875 процента, но не облагаются налогами продажа одежды, отпускаемых по рецепту врача лекарств, некоторые услуги и продукты питания для домашнего потребления. Акцизы взимаются на алкоголь, табак и топливо.

## Вооружённые силы

Эмблема национальной гвардии Миннесоты

Единственной военизированной силой, уполномоченной действовать в штате, является национальная гвардия штата Миннесота, которая состоит из более чем 13 000 солдат и авиаторов. Национальная гвардия штата может использоваться губернатором для оказания помощи штату во время чрезвычайных ситуаций.

## Административно-политическое устройство

### Административное деление
Штат Миннесота включает в себя 87 округов. По данным за 2014 год население штата составляет 5 457 173 человека; таким образом, средняя численность населения в округе составляет 62 726 человек. Площадь штата Миннесота составляет 206 144 км²[2]; таким образом, средняя площадь округа составляет 2369 км², средняя плотность населения — 26,47 чел./км². Наиболее населённым округом является Хеннепин, на его территории находится крупнейший город штата — Миннеаполис. Самая высокая плотность населения в округе Рамси. Наименее населённым округом является Траверс, наиболее низкая плотность населения среди остальных округов штата в округе Лейк-оф-те-Вудс. Самым большим округом по площади является Сент-Луис, самым маленьким — Рамси.

### Власть
Главным законом штата является конституция штата Миннесота. Конституция была одобрена жителями штата на специальных выборах, состоявшихся 13 октября 1857 года и была ратифицирована Сенатом США 11 мая 1858 года. К конституции в разное время было принято 120 поправок.

#### Законодательная ветвь
Законодательно собрание штата состоит из двух палат — сената, включающего 67 членов, и палаты представителей, насчитывающей 134 парламентария. Заседания обеих палат проходят в Капитолии штата Миннесота.

#### Исполнительная ветвь
Исполнительная власть представлена губернатором, срок полномочий которого — 4 года. Помимо губернатора, граждане избирают государственного секретаря Миннесоты, государственного аудитора Миннесоты и генерального прокурора Миннесоты. Под общим руководством губернатора работают различные исполнительные агентства (департаменты), такие как, например, Административный департамент или Департамент занятости и экономического развития.

#### Судебная ветвь
Судебная власть включает:

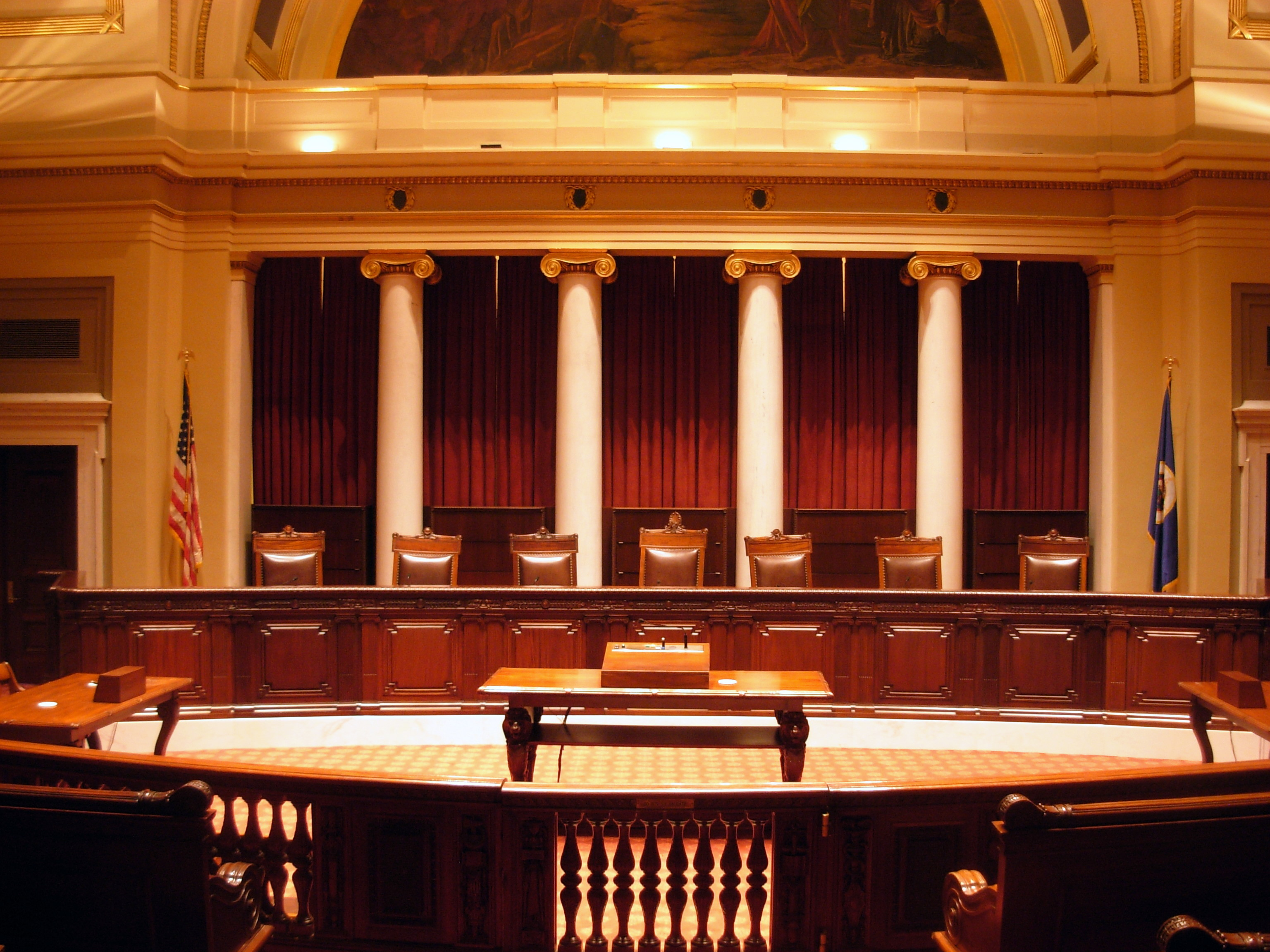
Зал заседаний Верховного суда штата

- Верховный суд Миннесоты — является высшим судебным органом в штате. Состоит из 7 судей.
- Апелляционный суд Миннесоты — второй по величине судебный орган. Состоит из 16 судей.
- Окружные суды.

Также действуют:
- Налоговый суд Миннесоты[16].
- Апелляционный суд по компенсации работникам[17].

## Культура
Как и культура США в целом, культура Миннесоты формировалась под влиянием этнического и расового многообразия населения штата. Свой вклад в неё внесли коренные американцы и переселенцы из стран Скандинавии, из Ирландии, из Германии, из восточной Европы, многие другие группы иммигрантов.
Стереотипным представлением о жителях Миннесоты является понятие «Minnesota nice». Согласно ему, типичный миннесотец вежлив, эмоционально сдержан, дружелюбен, не любит привлекать к себе внимание, избегает скандалов и вообще конфликтных ситуаций. Обратной стороной является склонность к пассивной агрессии.

## Социальная сфера
В 2017 году Миннесота стала лидером среди штатов США по итогам American College Test (аналог: российское ЕГЭ). По уровню образованности населения Миннесота является одним из лучших штатов США. Миннесота занимает первое место по проценту жителей со средним образованием (91,3% жителей в возрасте старше 25 лет). В списке 1000 лучших школ Америки, составленном Newsweek в 2013 году, представлены 49 средних школ Миннесоты.

## Транспорт

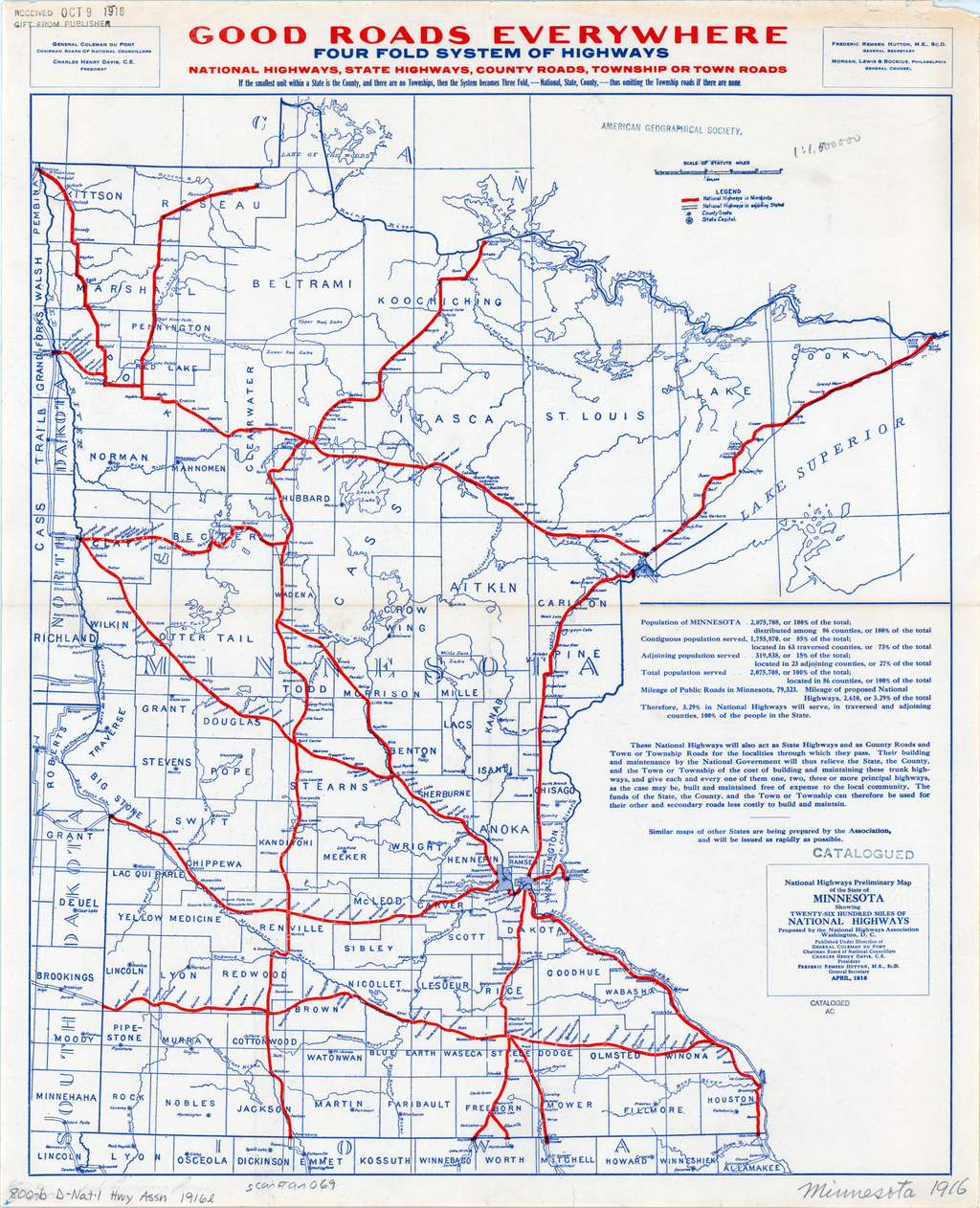
Схема автодорог штата

### Автомобильный транспорт
Через Миннесоту проходит несколько межштатных автомагистралей: I-35, I-90 и I-94. 

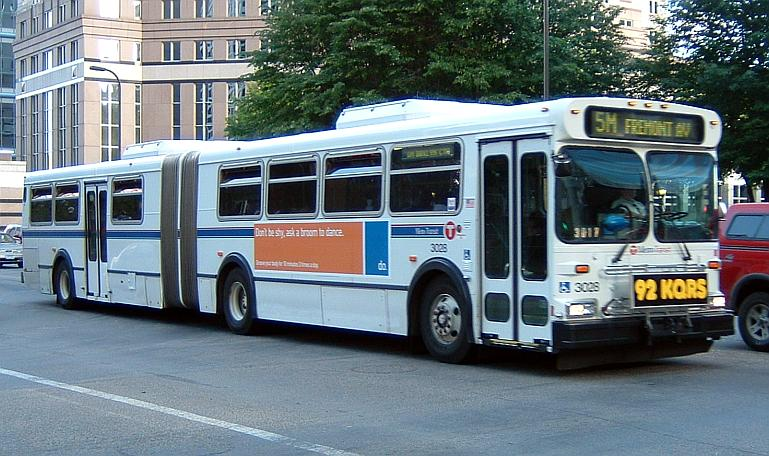
Сочленённый автобус в Миннеаполисе

Автобусные системы существуют в Рочестере, Уиноне, Дулуте, Сент-Клауде, Ист-Гранд-Форксе, Манкайто Морхеде и Миннеаполисе.

### Железнодорожный транспорт
В Миннеаполисе действуют две ветки лёгкого метро. Первая ветка связывает центр Миннеаполиса с аэропортом (протяжённость 20 км), вторая — центры Миннеаполиса и Сент-Пола (протяжённость 18 км).
С 2009 года существует сеть пригородных поездов. Через штат проходит маршрут поезда Empire Builder (Чикаго-Сиэтл), оператором которого является компания Amtrak.

### Водный транспорт
В начале истории штата большинство людей и грузов передвигались на большие расстояния по рекам и озёрам.

### Воздушный транспорт
Главным аэропортом Миннесоты является Международный аэропорт Миннеаполис/Сент-Пол. Этот аэропорт также является хабом для Delta Air Lines, Sun Country Airlines и других американских авиакомпаний. Также в штате находится большое количество других аэропортов.

## Средства массовой информации
Star Tribune, Pioneer Press

## Спорт
В штате базируется баскетбольная команда «Миннесота Тимбервулвз», выступающая в НБА. Женская «Миннесота Линкс».
Хоккейный клуб «Миннесота Уайлд» выступает в НХЛ с 2000 года. В период с 1967 по 1993 в НХЛ выступал хоккейный клуб «Миннесота Норт Старз».
Миннесота Вайкингс (англ. Minnesota Vikings — Викинги Миннесоты) — профессиональный клуб американского футбола, выступающий в Национальной футбольной лиге.
Миннесота Твинс (англ. Minnesota Twins) — профессиональный бейсбольный клуб, выступающий в Центральном дивизионе Американской лиги Главной лиги бейсбола (МЛБ).

## Здания и сооружения

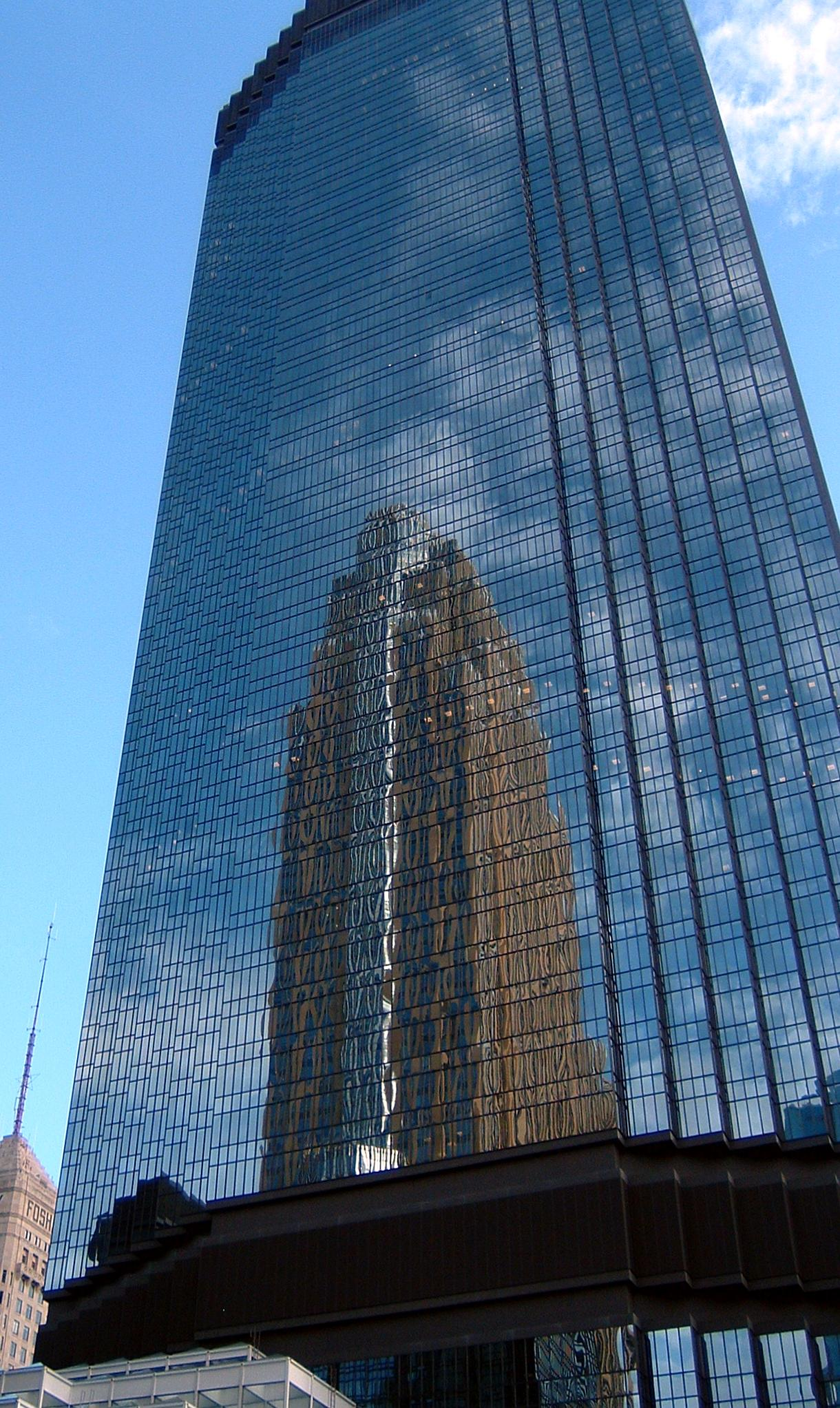
IDS Center

В Миннесоте расположены несколько десятков небоскрёбов, одиннадцать самых высоких зданий штата находятся в Миннеаполисе. Три самых высоких здания штата: IDS Center (241 м), Башня Капелла (236 м) и Wells Fargo Center (236 м).

## Символы штата[27]
Официальный девиз штата — «Звезда Севера» (фр. L’étoile du Nord).
Официальные прозвища:
- «Штат Северной звезды» (англ. North Star State)
- «Штат суслика» (англ. Gopher State)
- «Земля 10000 озёр» (англ. Land of 10,000 Lakes)
- «Штат хлеба с маслом» (англ. Bread and Butter State)
- «Пшеничный штат» (англ. Wheat State)

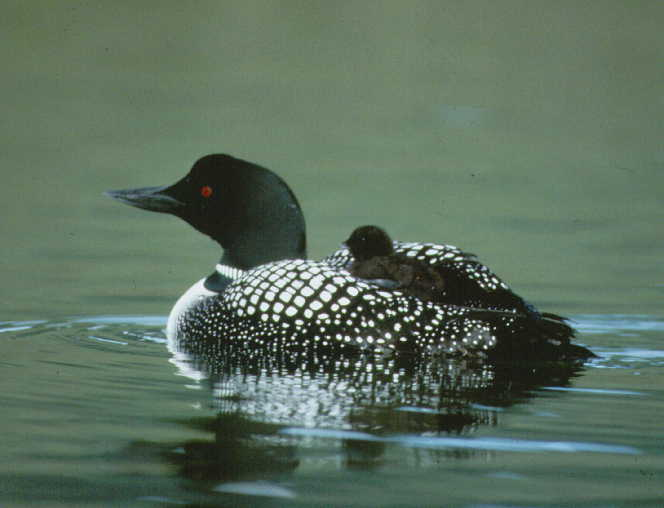
Птица штата: Темноклювая гагара
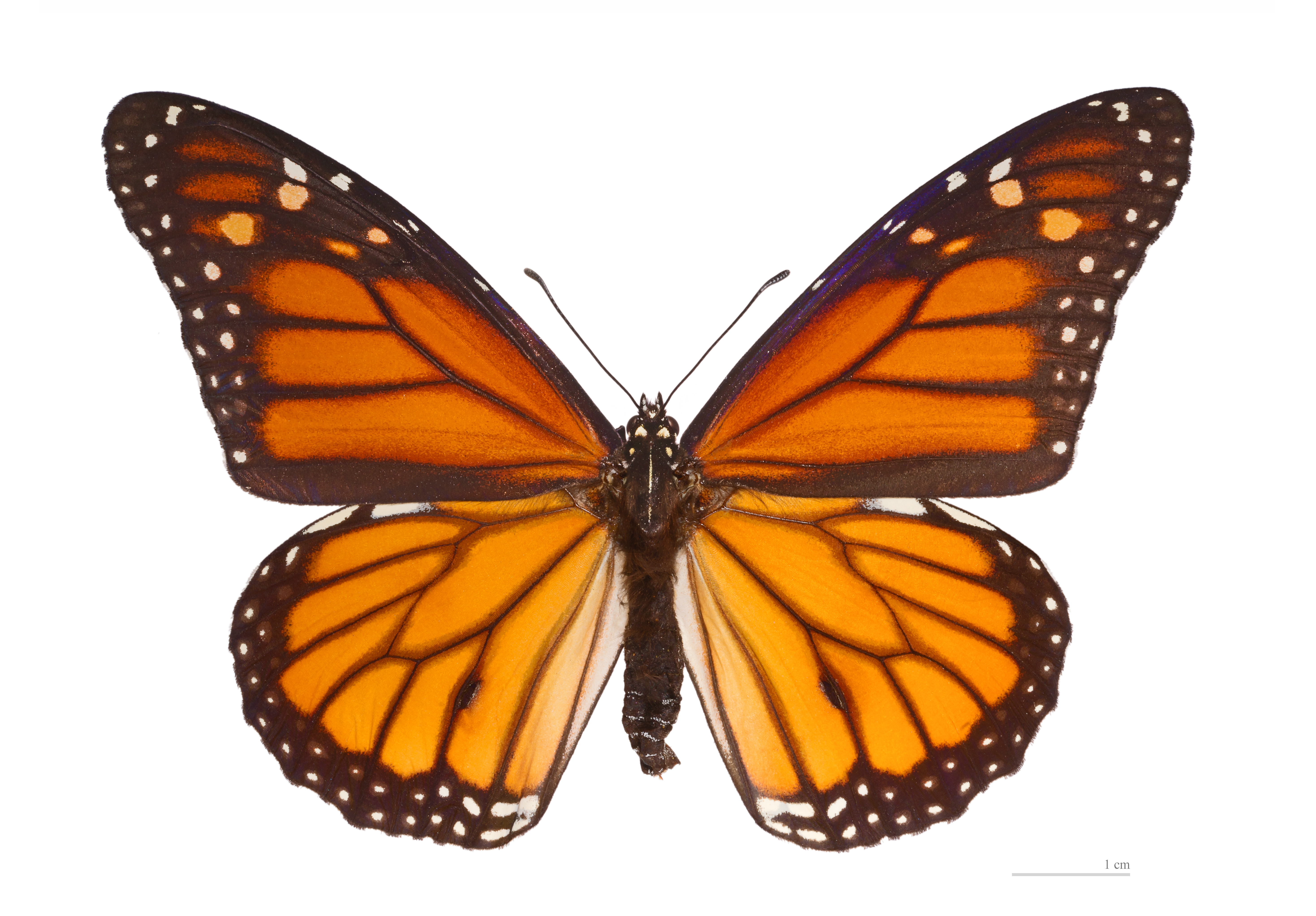
Бабочка штата: Данаида монарх
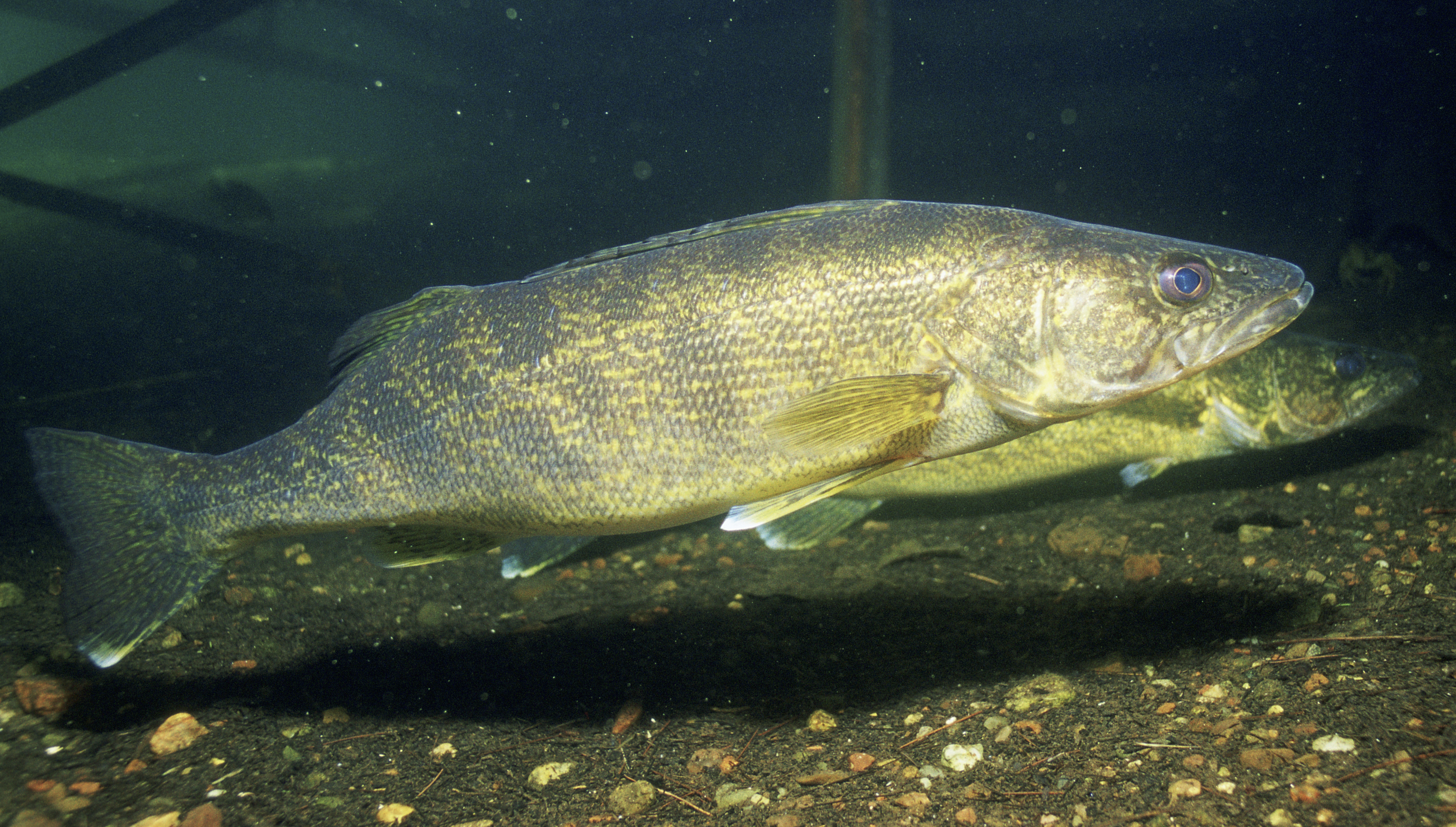
Рыба штата: Светлопёрый судак
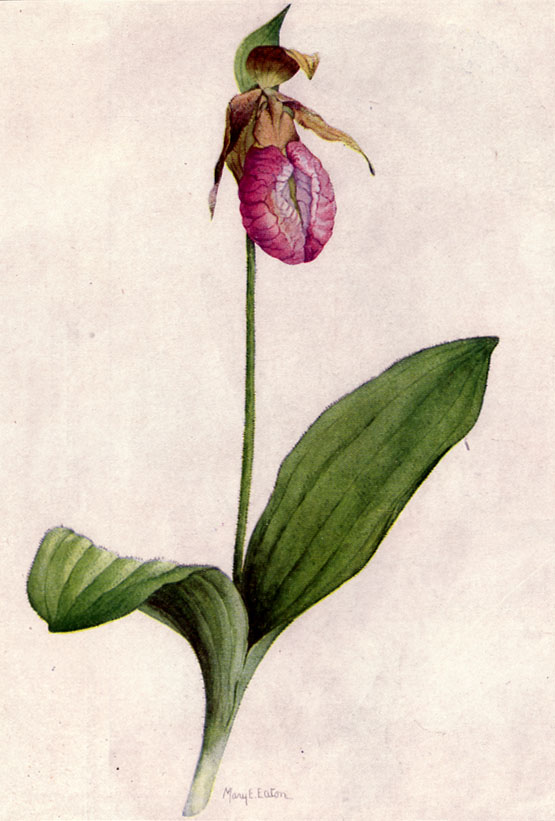
Цветок штата: башмачок
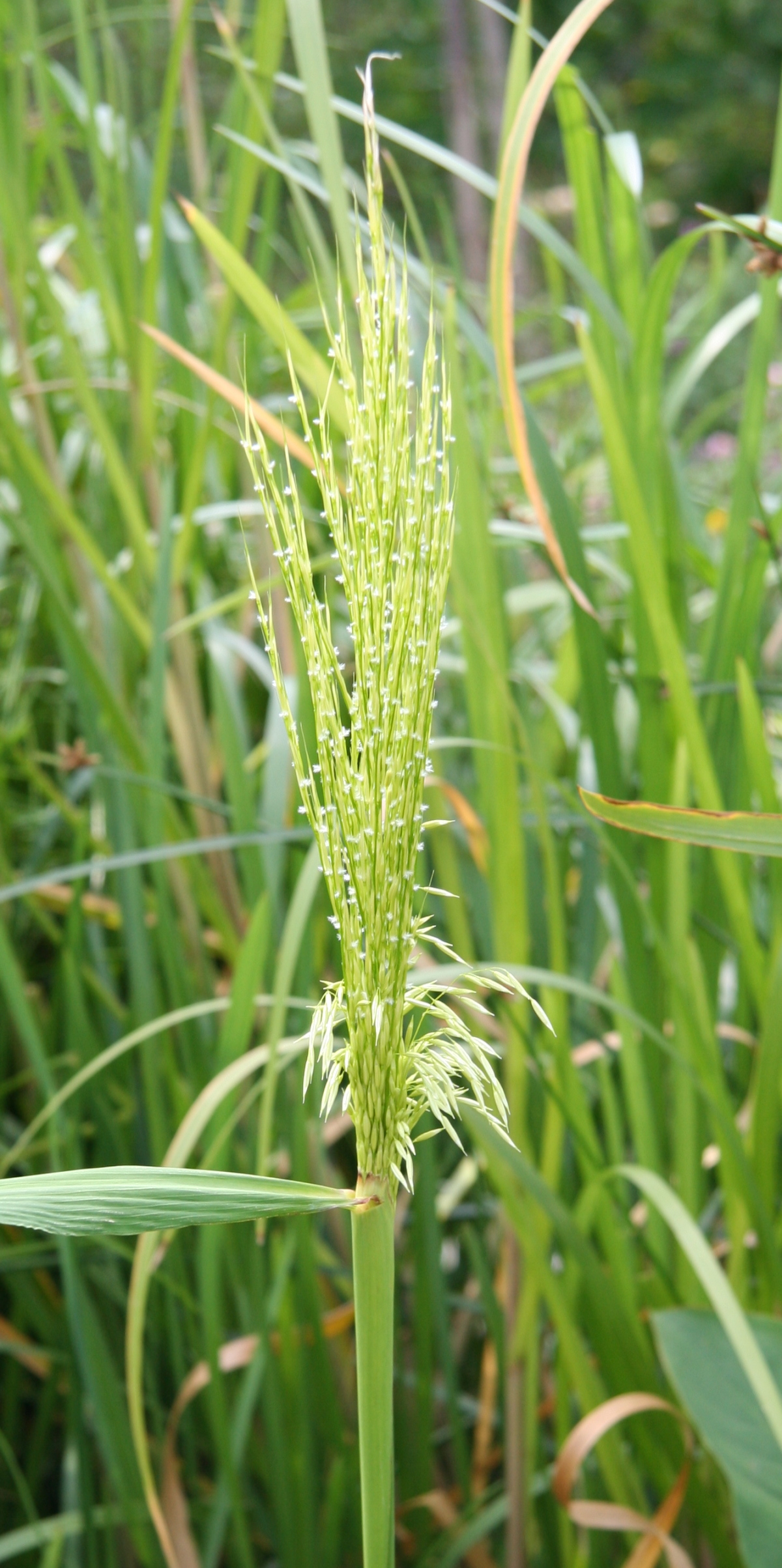
Зерновая культура штата: Цицания водная
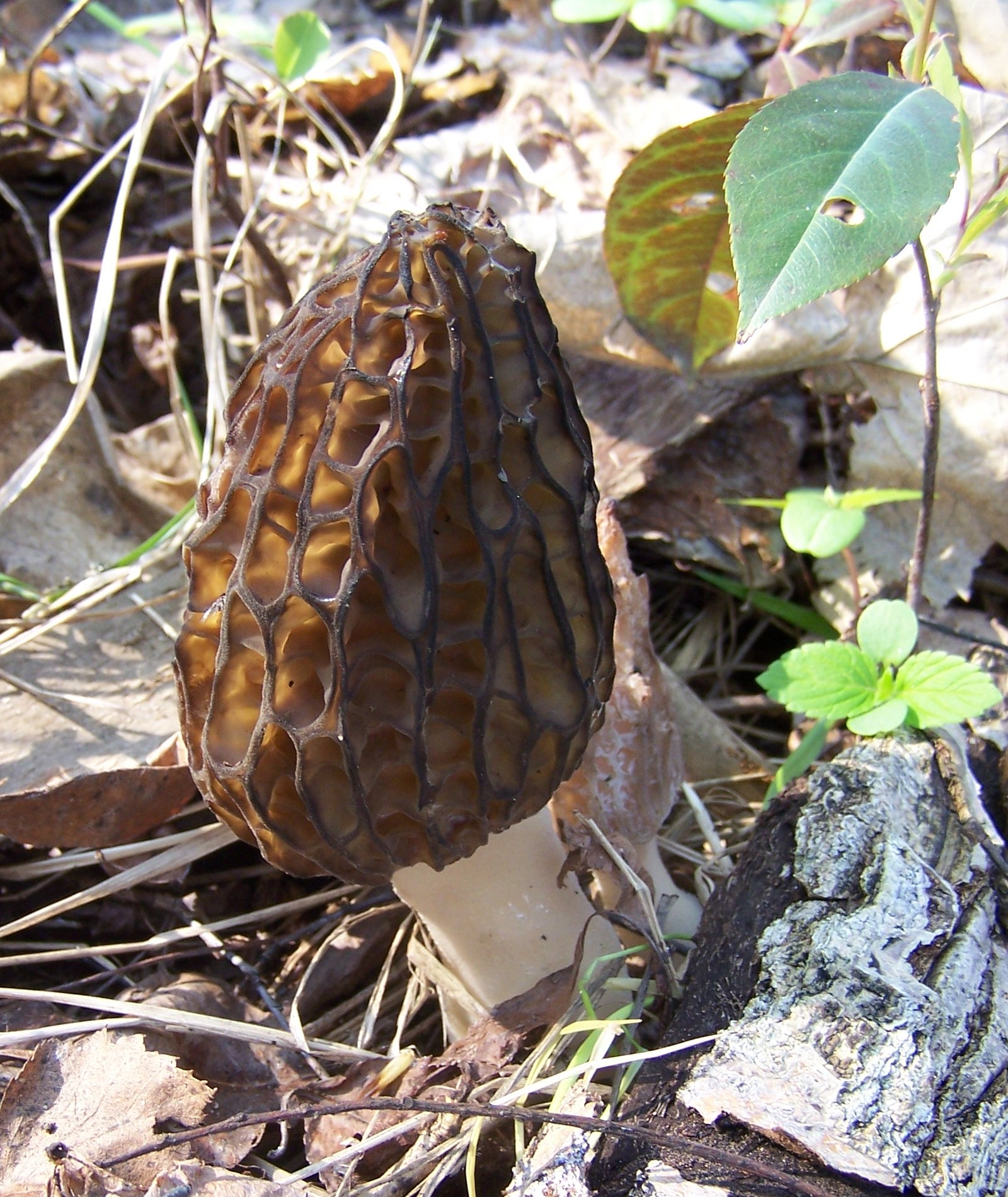
Гриб штата: Сморчок